# Iljuschin Il-80

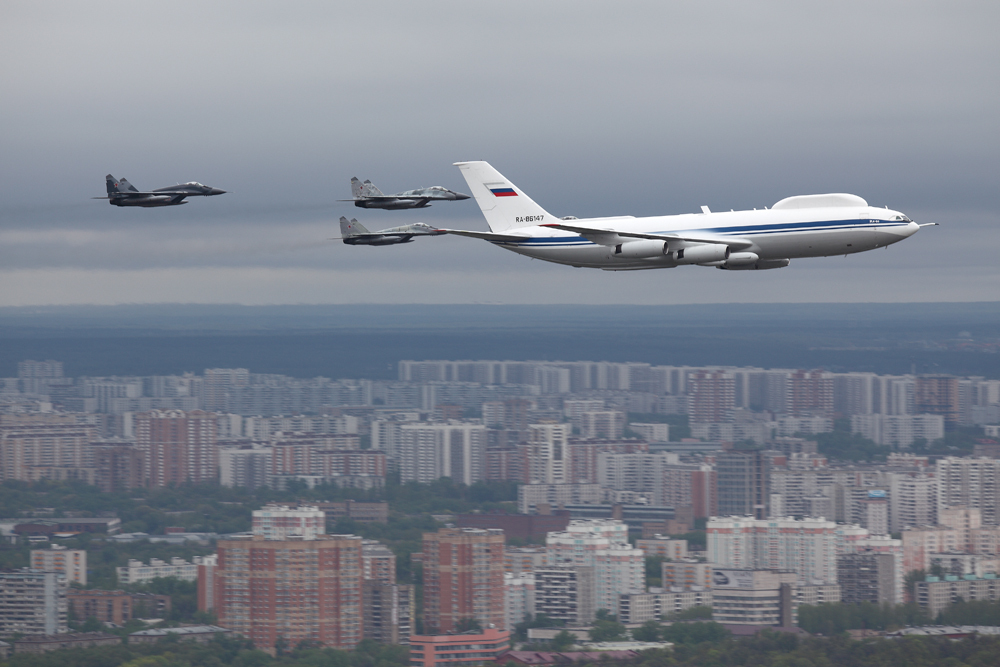
Il-86 während der Siegesparade am 6. Mai 2010 über Moskau

Iljuschin Il-80 (russisch Ильюшин Ил-80, NATO-Codename: Maxdome) ist eine fliegende Kommandozentrale (воздушный командный пункт, wosduschny komandny punkt) der russischen Streitkräfte, der auf dem zivilen Baumuster Iljuschin Il-86 basiert.

## Entwicklung
Der NATO-Codename variiert je nach Quelle zwischen Maxdome und dem Codenamen der Il-86 Camber. Der russische Berichtsname lautet Aimak bzw. Eimak (mongolisch für „Clan“).
Der Erstflug der ersten unmodifizierten Maschine soll im Sommer 1985 stattgefunden haben. Am 5. März 1987 fand der erste Flug einer umgebauten Il-80 statt. Die Auslieferung der bekannten vier modifizierten Maschinen begann im gleichen Jahr. Die Registrierung erfolgte unter den zivilen Kennzeichen CCCP-86146 bis CCCP-86149. Die Flugzeuge wurden von westlichen Fotografen erstmals 1992 abgelichtet.
Die Il-80, die auch als Il-86WKP bezeichnet wird, soll im Falle eines Atomkrieges als Befehlszentrale für den Präsidenten und russische Beamte genutzt werden. Für die gleiche Aufgabe nutzt die US-Regierung eine Boeing E-4B, die auf der Boeing 747-200B basiert. Aus Schutz vor nuklearen Explosionen und nuklearen elektromagnetischen Strahlungen hat die Il-80 bis auf das Cockpit keine Außenfenster. Zudem wurden bis auf die linke obere Vordertür und die hintere rechte Tür alle Türen modifiziert. Anstatt drei wurde nur eine Lufttür eingebaut. Eine spezielle Blende blockiert die hinteren Cockpitfenster und schützt vor elektromagnetischen und hochfrequenten Strahlungen.
Zwei Hilfstriebwerke zur Stromerzeugung werden außen in jeweils zwischen Rumpf und innerer Triebwerksgondel fest angebrachten Unterflügelbehältern mitgeführt. Jeder Behälter ist ungefähr 9,5 Meter lang und hat einen Durchmesser von 1,3 Metern. In der Spitze ist jeweils ein Landescheinwerfer eingebaut.
Die Il-80 verfügt wie die amerikanische E-4B über ein fortschrittliches, auf dem Rumpfrücken installiertes Satellitenkommunikationssystem mit einer Schleppantenne. Diese befindet sich im unteren hinteren Rumpf und stellt den Funkkontakt über sehr niederfrequente VLF-Signale sicher. Damit sollte vermutlich die Kommunikation mit Träger-U-Booten mit ballistischen Raketen ermöglicht werden.

## Operativer Einsatz
Nach der Fertigstellung wurden alle vier Il-80 an die 8. Fliegerdivision zur besonderen Verwendung (8-й авиационной дивизии особого назначения) der Russischen Luftstreitkräfte auf dem Militärflugplatz Tschkalowski, der 30 km nordöstlich von Moskau liegt, geliefert. Die Flugzeuge sind dort stationiert und gehören zum Arsenal der Luftfahrtgesellschaft Aeroflot.
Seit 2011 sind nur noch drei der ursprünglichen vier Il-80 im Einsatz. Sie führen die zivilen Kennzeichen RA-86147, RA-86148 und RA-86149. Die fehlende Il-80 RA-86146 wurde ohne Triebwerke fotografiert und ist offenbar außer Dienst gestellt. Die Flugzeuge werden selten im Einsatz beobachtet. Nachgewiesen ist die Teilnahme einer Il-80 bei einer Flugschau.

## Ersatz
Es wird erwartet, dass als Nachfolger der aktuellen Flugbefehlszentrale eine Entwicklung auf Basis der Iljuschin Il-96-400 eingesetzt wird.